# Василевский, Александр Михайлович (футболист)
Александр Михайлович Василевский (6 июля 1959 — 1990-е, Солигорск) — советский футболист, нападающий.
Воспитанник минской областной ДЮСШ по игровым видам спорта (Солигорск), первый тренер Виктор Назарук-Ковальчук. В 1977 году играл на региональном уровне за «Буревестник» Минск. В 1978 году — игрок дубля минского «Динамо» в первой лиге. После выхода клуба в высшую лигу продолжал выступать за дубль, в составе основной команды в 1979 году сыграл три матча — один в Кубке СССР и два — в чемпионате. В начале 1980 года перешёл в команду второй лиги «Днепр» Могилёв, с которой в 1982 году вышел в первую лигу, но сразу же вернулся во вторую. В 1985 году завершил карьеру в командах мастеров. Затем играл в КФК за «Торпедо» Могилёв.
Скончался в начале 1990-х годов.